# Rhyacophila carolina
Rhyacophila carolina là một loài Trichoptera trong họ Rhyacophilidae. Chúng phân bố ở miền Tân bắc.